# American Hardcore (película)
American Hardcore es un documental dirigido por Paul Rachman y escrito por Steven Blush. Está basado en el libro American Hardcore: A Tribal History el cual también fue escrito por Blush. La película fue lanzada el 22 de septiembre de 2006, de forma limitada. El film cuenta con algunas personalidades iconoes de la escena hardcore punk incluyendo a los Bad Brains, Black Flag, D.O.A., Minor Threat, Minutemen, SS Decontrol, y otros. Fue lanzado en DVD por Sony Pictures Home Entertainment el 20 de febrero de 2007.

## Argumento
Este documental aborda el nacimiento y la evolución del hardcore punk desde 1978 hasta 1986 (aunque en el DVD dice 1980-1986). El documental cuenta con extensivo material sobre el movimiento que se disparó durante el apogeo del movimiento hardcore. Cuenta con entrevistas exclusivas con los artistas de las bandas pioneras del hardcore punk, como Black Flag, Minor Threat, Bad Brains, entre otros muchos.

## Producción
La película fue filmada y editada durante 5 años con muchos clips de bandas de la década de los 80, dichos clips fueron enviados por los propios grupos. Parte de la película fue filmada por el director Paul Rachman en los años 80. El material más notable del documental es el último concierto de Negative FX, que dio lugar a un motín después de que se cortara la alimentación a la mitad de una canción.
Muchas de las entrevistas se hicieron en los apartamentos de Paul Rachman y Steven Blush en diferentes escenarios para hacer que parezca que se realizaron en diferentes lugares.
La película también cuenta con la fotografía de Edward Colver con la notable foto a Danny Spira de Wasted Youth cubierto de sangre la cual se utilizó para la portada del libro.

## Banda sonora
1.   Nervous Breakdown - Black Flag

2.   Out of Vogue - Middle Class

3.   Pay To Cum - Bad Brains

4.   Fucked Up Ronnie - D.O.A.

5.   Red Tape - Circle Jerks

6.   Filler - Minor Threat

7.   I Remember - MDC

8.   Nic Fit - Untouchables

9.   Kill a Commie - Gang Green

10. Boston Not L.A. - The Freeze

11. Straight Jacket - Jerry's Kids

12. Boiling Point - SSD

13. Who Are You/Time To Die - VOID

14. Came Without Warning - Scream

15. Enemy for Life - YDI

16. Runnin' Around - D.R.I.

17. Don't Tread On Me - Cro-Mags

18. Friend or Foe - Negative Approach

19. Bad Attitude - Articles of Faith

20. Think For Me - Die Kreuzen

21. I Hate Sports - 7 Seconds

22. Brickwall - Big Boys

23. I Was a Teenage Fuckup - Really Red

24. I Hate Children - The Adolescents

25. My Mind's Diseased - Battalion of Saints

26. Ha Ha Ha - Flipper

27. Victim In Pain - Agnostic Front